# West Midlands (hrabstwo)
West Midlands – hrabstwo ceremonialne i metropolitalne w środkowo-zachodniej Anglii, w regionie West Midlands, obejmujące aglomerację miasta Birmingham.
Hrabstwo utworzone zostało w 1974 roku z części hrabstw Staffordshire, Warwickshire oraz Worcestershire, z którymi obecnie sąsiaduje (ze Staffordshire na zachodzie i północy, z Warwickshire na wschodzie a z Worcestershire na południowym zachodzie). W 1986 roku West Midlands, podobnie jak inne hrabstwa metropolitalne, utraciło znaczenie administracyjne w wyniku rozwiązania rady hrabstwa.
West Midlands liczy 902 km² powierzchni oraz 2 738 100 mieszkańców, będąc jednym z najgęściej zaludnionych hrabstw Anglii (3035,6 os./km²). Największymi miastami na terenie hrabstwa są Birmingham, Coventry oraz Wolverhampton; wszystkie trzy posiadają status city.

## Podział administracyjny
W skład hrabstwa wchodzi siedem dystryktów metropolitalnych.
1. Wolverhampton
2. Dudley
3. Walsall
4. Sandwell
5. Birmingham
6. Solihull
7. Coventry